# All or Nothing: Manchester City
All or Nothing: Manchester City è un docu-reality inglese a tema calcistico, pubblicato il 17 agosto 2018 su Amazon Prime Video e facente parte della serie di documentari All or Nothing. 
Il docu-reality, narrato dall'attore Ben Kingsley, riassume gran parte della stagione 2017-2018 della squadra inglese del Manchester City, che ha vinto due trofei (Premier League e League Cup) e battuto diversi record in campionato.

## Episodi
Legenda: C=partita giocata in casa; T= partita giocata in trasferta
| # | Titolo originale   | Titolo italiano         | Partite narrate | Prima visione  |
| - | ------------------ | ----------------------- | --- | -------------- |
| 1 | Great Expectations | Grandi aspettative      | vs. Liverpool (C) vs. Crystal Palace (C) vs. Chelsea (T)                                                                                                 | 17 agosto 2018 |
| 2 | Noisy Neighbours   | Vicini rumorosi         | vs. Napoli (T) vs. Leicester City (T) vs. Manchester United (T)                                                                                          | 17 agosto 2018 |
| 3 | Winter is Coming   | L'inverno sta arrivando | vs. Swansea City (T) vs. Tottenham Hotspur (C) vs. Crystal Palace (T) vs. Watford (C) vs. Liverpool (T)                                                  | 17 agosto 2018 |
| 4 | War of Attrition   | Guerra di logoramento   | vs. Newcastle United (C) vs. Cardiff City (T) vs. West Bromwich Albion (C) vs. Burnley (T) vs. Leicester City (C) vs. Basilea (T) vs. Wigan Athletic (T) | 17 agosto 2018 |
| 5 | Road to Wembley    | La strada per Wembley   | vs. Wolverhampton Wanderers (C) vs. Leicester City (T) vs. Bristol City (T) vs. Arsenal (C)                                                              | 17 agosto 2018 |
| 6 | The Beautiful Game | Che bella partita       | vs. Arsenal (T) vs. Chelsea (C) vs. Basilea (C) vs. Everton (T)                                                                                          | 17 agosto 2018 |
| 7 | Welcome to Hell    | Benvenuti all'inferno   | vs. Liverpool (T) vs. Manchester United (C) vs. Liverpool (C)                                                                                            | 17 agosto 2018 |
| 8 | Centurions         | Centurioni              | vs. Tottenham Hotspur (T) vs. Swansea City (C) vs. West Ham (T) vs. Brighton & Hove Albion (C) vs. Southampton (T)                                       | 17 agosto 2018 |

## Controversie legali
Firmando unilateralmente un accordo con Amazon per filmare la serie, incluso un accesso senza precedenti agli spogliatoi della squadra, il Manchester City ha provocato reazioni negative da parte dell'emittente inglese Sky Sports, la quale trasmette settimanalmente le partite di Premier League nel Regno Unito.